# Dějiny výstavby dálnic a rychlostních silnic na Slovensku
Tento článek obsahuje dějinný přehled výstavby dálnic a rychlostních silnic na Slovensku.

## Meziválečné období
Stav silnic v meziválečném Československu byl nevyhovující i vzhledem ke stále se rozšiřující automobilové dopravě. Nevýhodou byl i fakt, že za dob Rakousko-Uherska byly komunikace budovány převážně do center této dualistické monarchie, tedy do Vídně a Budapešti. Proto nově vzniklé republice chyběla jakási „páteř“, tedy hlavní magistrála propojující zemi v rovnoběžném směru. V prvních poválečných letech se vedení země soustřeďovalo na rozvoj již existující silniční sítě. Ta byla kvalitnější v českých zemích, dokonce na Slovensku a Podkarpatské Rusi byl podíl bezprašných cest minimální. Tento stav měl napravit takzvaný silniční fond založený 14. července 1927, který byl upraven novelizací ze dne 27. března 1931.
Rozvoj automobilismu v republice i navzdory hospodářské krizi ve 20. letech a velké hospodářské krizi na začátku 30. let narůstal, i když zejména v českých zemích. Zatímco v roce 1922 bylo v republice jen něco kolem deseti tisíc motorových vozidel, v roce 1930 jich bylo desetkrát více. Na Slovensku však byla tato statistika mnohem horší – v roce 1922 se motorová vozidla počítala v desítkách, ale pozvolným nárůstem se jejich počet dostal v roce 1930 až na hodnotu 9071. Situace v Podkarpatské Rusi byla ještě horší. Na základě statistiky z února 1930 se v této části republiky nacházelo 758 motorových vozidel, z toho bylo 381 osobních automobilů.

### První návrhy

Mapa návrhu ČSRÚ (1935)

Mapa návrhu brněnských inženýrů (1935)

Výstavba vysokokapacitní cesty napříč zemí se vzhledem k nárůstu dopravy stávala stále aktuálnější. V roce 1935 přicházejí nezávisle na sobě dva návrhy na výstavbu této komunikace. První návrh vypracovala Dopravní komise Československého regionálního ústředí (ČSRÚ) pod vedením profesora Stanislava Bechyně. Projekt nesl název Národní silnice Plzeň–Košice a předpokládal vedení komunikace po ose Plzeň – Příbram – Humpolec – Kroměříž – Zlín – Banská Bystrica – Podbrezová – Dobšiná – Košice o celkové délce přibližně 700 kilometrů.
Druhý návrh vypracovali brněnští inženýři. Od Národní silnice Plzeň–Košice se už na první pohled odlišoval tím, že odborníci z Brna navrhli dvě větve komunikace, které začínaly v Chebu. Severní větev měla pokračovat přes Karlovy Vary, Prahu, Hradec Králové, Olomouc, Zlín, Žilinu, Levoču a Košice. Jižní větev měla z Chebu vést ke Plzni a odtud přes Písek, Brno, Hodonín, Trnavu, Nitru, Banskou Bystrici a Spišskou Novou Ves až ke Košicím, kde se měla napojit na severní větev. S Košicemi se tedy počítalo jako s důležitou křižovatkou, respektive styčným bodem dvou plánovaných magistrál. Dále na východ měla pokračovat už jen jedna cesta a to na trase Košice–Michalovce–Užhorod–Mukačevo–Chust. Celková délka obou větví měla být přibližně dva tisíce km. Tento návrh, i vzhledem k tomu, že šlo vlastně o dvě cesty, pokrýval mnohem více území, než návrh ČSRÚ včetně Podunajské nížiny a Bratislavy a byl finančně více náročný.
Československá vláda nereagovala ani na jeden z těchto návrhů a považovala je za zbytečné. Nadále jsou snahy soustředit se na zlepšování již stávající silniční sítě. Její rozvoj však v méně rozvinutých částech země zaostával. Zatímco v roce 1937 připadalo na 1 km2 plošné výměry v Čechách 71,12 km silnic, v Moravskoslezské zemi 59,54 km, ale na Slovensku jen 29,47 km a na Podkarpatské Rusi dokonce jen 18,70 km. Hlavně v Podkarpatské Rusi byla situace obzvláště kritická, protože všechny tamní cesty měly severojižní charakter a obce, které ležely od sebe jen pár kilometrů, bylo možno dosáhnout pouze obrovskými objížďkami. V té době byla na Podkarpatské Rusi ve výstavbě podkarpatoruská magistrála, která měla spojovat Užok s Jasiňou a byla vedena v západo-východním směru, tedy kolmo ke stávajícím komunikacím.

### Silniční magistrála Cheb – Velký Bočkov

Mapa návrhu Jana Antonína Bati (1937)

V roce 1937 vydal zlínský velkoprůmyslník Jan Antonín Baťa knihu Budujme stát pro 40 000 000 lidí, v níž navrhoval rozsáhlé hospodářské reformy s cílem vytvořit v zemi životní podmínky pro 40 milionů obyvatel. Mimo jiné navrhl i Silniční magistrálu, která měla začínat v Chebu a končit ve Velkém Bočkově v Podkarpatské Rusi. Vybudováním této magistály měla být zkrácena téměř tisícikilometrové cesta z Chebu do Jasině časově z 25 na 10 hodin. Baťa dokonce uvedl, že s těmito plány se ztotožňoval i ministerský předseda Milan Hodža.
Nová silniční magistrála s délkou 980 kilometrů měla začínat v Chebu a pokračovat na jihovýchod kolem Mariánských Lázní, dále severním obchvatem kolem Plzně, odtud dále na východ kolem Příbrami, Německého Brodu (dnešního Havlíčkova Brodu) až k Brnu. Zde se měla magistrála stočit mírně na sever a kolem Zlína přejít na slovenské území. Zde měla pokračovat přes Kysucu, kolem Žiliny, Turčianského Svätého Martina, Ružomberka až k Popradu. Odtud měla pokračovat dále na východ kolem Spišské Nové Vsi a silnici mezi Košicemi a Prešovem měla protínat zhruba v jejím středu, tedy někde u obce Ličartovce. Magistrála měla dále směřovat přes Slanské vrchy, kolem Herľan až k Michalovcům a odtud na podkarpatoruské území. V Podkarpatské Rusi měla spojovat hlavní město Užhorod s Mukačevem, Chustem a Velkým Bočkovem, kde měla končit.
Baťa dále uvedl, že při moderním způsobu organizace může být tato magistrála postavena do tří let, tedy do roku 1941. Nezapomínal ani na potřeby státu a připustil změny trasování ve prospěch obrany státu. Na stavbě této magistrály plánoval zaměstnat nezaměstnané, zejména z pohraničních území a navrhl při staveništích zřídit pracovní tábory s ubytováním. Novou cestu navrhoval v širších evropských souvislostech a navrhoval ji jako součást evropské magistrály z Le Havru až k Černému moři. Dokonce připravil projekt pokračování československé magistrály přes rumunské území v délce asi pěti set km. Plány měl rozpracované do takové míry, že dokonce vyčíslil počet mostů, které by bylo třeba vystavět a dokonce i cenu tzv. černomořské magistrály, která se měla pohybovat kolem miliardy korun. Na dalších stranách své publikace dokonce zavádí nový pojem autostráda a upozorňuje, že pokud se nevybuduje autostráda napříč republikou, strhnou na sebe dopravní proud ostatní země.
Nová autostráda byla navržena jako směrově rozdělená komunikace s jízdními směry širokými šest metrů. Ty měl rozdělovat dvoumetrový travnatý pás a po obou stranách vozovky měly být metrové krajnice. Nejmenší poloměr zatáček byl 300 metrů a nejvyšší dovolené stoupání 7 procent. Všechny křižovatky byly naplánovány jako mimoúrovňové, ale technicky se neshodovaly s dnešními. Chyběly na nich připojovací pruhy a větve křižovatek měly menší poloměry zatáčení. Povrch silnice měl být betonový, na některých místech i asfaltový, zda tvořený drobnými kostkami. Při budování se mělo dohlížet na to, aby byl dovezený materiál z co největší blízkosti staveniště. Rovněž byly navrženy provozní objekty jako střediska správy a údržby, zde objekty Auto-služby, tedy čerpací stanice a autoopravny. Baťa ve svých plánech počítal s maximální povolenou rychlostí nejméně 80 kilometrů za hodinu.
Podle rozpočtů, které si nechal Baťa udělat, měl kilometr autostrády stát dva miliony Kčs, tedy celá 980 kilometrů dlouhá cesta kolem dvou miliard korun. Počítalo se se zaměstnáním 108 tisíc dělníků, jejichž mzdy měly uživit až půl milionu obyvatel. Zpracované bylo i financování stavby a plány předpokládaly se zpoplatněním této cesty ve výši 20 haléřů za ujetý kilometr. Ročně se takto mělo vybrat až 60 milionů Kčs. Cesta tak měla být splacena za 33 let.

### Přípravné práce

Po Mnichovské dohodě (1938)

Změna trasy po Vídeňské arbitráži (1938)

Baťa nezůstává ovšem jen u kreslení do map, nechává si totiž na vlastní náklady vypracovat podrobné technické studie. Tímto si získal přízeň i odborné veřejnosti a postupně i ze strany vlády. Na území dnešního Slovenska od Žiliny na východ se trasa této „dálkové cesty“ přibližně shodovala s trasováním dálnice D1. Rozdíly lze pozorovat v okolí Prešova, Košic a na Zemplíně. Koncem roku 1937 jsou již připravené podklady na výstavbu prvního úseku Zástřizly–Lužná–Makov.
V roce 1938 se mezitím země připravuje na zavedení pravostranného provozu, ke kterému se zavázala podepsáním Pařížské dohody v roce 1926. Přichází obecné politické napětí v důsledku Hitlerovy invaze do Rakouska. V září 1938 přišlo v důsledku Mnichovské dohody o české a moravské pohraničí. Územní ztráty se projevily i na trase silniční magistrály. Československo přišlo mimo jiné o město Cheb, takže začátek cesty se posouvá k Terezínu. Kolem Prahy vznikl plán obchvatu města, takzvaný prstenec a u Jihlavy byla navržena křižovatka se spojkou na německou hranici. Tato spojka se pak měla napojovat na říšskou dálnici směrem na Vídeň. Část československé dálnice měla být využita jako hlavní trasa z Berlína do Vídně.
Mnichovská dohoda však Československo zavazovala k vyřešení maďarské otázky ve státě. Po neúspěšných jednáních s horthyovským Maďarskem v Komárně v říjnu 1938 byla na 2. listopadu 1938 svolána Vídeňská arbitráž, která připravila Slovensko a Podkarpatskou Rus, mezitím přejmenovanou na Zakarpatskou Ukrajinu, o pohraniční území. Trasa magistrály napříč zemí musela být znovu přepracována.
Nové trasování na území Slovenska je až po Poprad stejné. Odtud se vedla trasa magistrály trochu severněji, jako původně a více se podobala trase současné D1. Dálnice tedy měla směřovat na Prešov, odtud obloukem na Humenné. Na území Zakarpatské Ukrajiny měla cesta vstupovat blízko Velkého Berežného, dále měla pokračovat na Svaljavu a odtud od Mukačeva až k novému hlavnímu městu této části republiky – k Chustu. Odtud už byla trasa totožná s původním Baťovým návrhem.
Rovněž byly definovány podrobné technické parametry a navrženo nové slovo dálnice, které mělo nahradit dosud používaná slova autostráda, autodráha nebo slovní spojení dálková cesta. Na nové dálnici měla být povolena maximální rychlost 120 kilometrů za hodinu, vozovka měla být samozřejmě směrově rozdělená a všechny křižovatky měly být mimoúrovňové. Rovněž byl vyměněn směr jízdy, neboť se zavedení pravostranného provozu připravovalo na rok 1939. Největší podélný sklon vozovky v nížinném terénu byl stanoven na šest procent, v horském terénu na osm. Nejmenší poloměr oblouků zatáček měl v nížině činit 600 metrů, na horách 400 metrů, čímž došlo k rapidnímu zpřísnění kritérií, které si nechal vypracovat Jan Antonín Baťa. Klopení zatáček mohla být v závislosti na terénu různá, maximálně však osm procent. Šířka příčného řezu silnice v její koruně byla stanovena na 21 metrů. Pro srovnání, v současnosti je to od 22,5 do 26,5 metru. Vozovky měly být ze dvou třetin betonové a z jedné třetiny dlážděné.
Dne 5. listopadu 1938 bylo rozhodnuto o vypracování generálního a detailního projektu dálnice na úseku Praha – Jihlava – Brno – Zlín – slovenské hranice. O dva týdny později podepisují zástupci vlád Německé říše a Československa dohodu o stavbě německé říšské dálnice A88 z města Breslau přes české území až do Vídně. S hlavní magistrálou měla křižovat u Brna. Dne 1. prosince 1938 začalo Německo stavět takzvanou sudetskou dálnici A70 na trase Streitau (Bavorsko) – Cheb – Karlovy Vary – Lovosice – Česká Lípa – Liberec – Görlitz (Sasko). Dne 23. prosince bylo Velitelství stavby dálkových silnic (VSDS) přejmenováno na Generální ředitelství stavby dálnic (GŘSD) a současně se do legislativy oficiálně dostalo slovo dálnice. Jeho autorem je škpt. Ing. Karel Chmel, který ho odvodil od slova dálka a připojil k němu příponu -ice (z českých slov železnice, resp. Silnice).
Československo bylo počátkem roku 1939 zmítáno hlubokou politickou krizí. Ještě 13. ledna 1939 byl však schválen projekt úseku československé dálnice Zástřizly–Lužná u Kroměříže a o týden na to započaly první práce na kácení lesa.

## Období druhé světové války (1939–1945)

Síť dálnic v Protektorátu Čechy a Morava, v Sudetech a na Slovensku (1939)

Hluboká politická krize vyvrcholila v polovině března 1939. Dne 14. března 1939 vyhlásilo Slovensko pod tlakem Adolfa Hitlera nezávislost na českých zemích. Zakarpatská Ukrajina, okleštěná Vídeňskou arbitráží, zůstala od zbytku rozpadajícího se Československa odtržena a následující den ji obsadili Maďaři. Ve stejný den obsadila české země německá armáda a 16. března vyhlásil Hitler Protektorát Čechy a Morava.
České země se tedy staly součástí Třetí říše a v souvislosti s výstavbou dálnic přebírají i tamní normy a jsou zakomponovány do německé dálniční sítě. Německé normy byly mnohem přísnější, než ty československé. Maximální rychlost byla až 160 km za hodinu, šířka koruny komunikace až 28,5 metru. Jeden jízdní pás měl 7,5 metru, maximální povolené stoupání bylo 6 procent (později dokonce jen 5 procent) a minimální poloměr zatáčky až 600 metrů.
Ještě v témže roce v Čechách začíná výstavba několika úseků na trase Praha–Brno a na takzvané extrateritoriální dálnici 88 na Moravě, ale ty nebyly dokončeny z důvodu válečných událostí. Rovněž se do roku 1942 stavělo i v Sudetech v okolí Krušných hor, ale také bez jediného otevřeného kilometru dálnice.
Na Slovensku, které bylo rovněž mocensky podřízeno Německu, se převážně budovaly betonové bezprašné komunikace, například v Pováží a Pohroní (dnešní silnice I/61, I/51 a I /65). Stavěly se i přeložky některých silnic mimo měst a obcí a přestavovaly se vicinální cesty na státní. Rovněž bylo třeba vybudovat několik cest do obcí, které v důsledku arbitráže v roce 1939 sice zůstaly na území Slovenska, ale byly od něj komunikačně odříznuty. Jsou známy i předběžné plány jakési dálkové komunikace, ale nepřichází ani k vypracování podrobnějších studií. Její trasování bylo po Prešov přibližně stejné jako trasa současné dálnice D1. Dále už dálnice pokračovala přímo na Michalovce a státní hranici s Maďarskem při Sobrancích, protože Košice v té době nebyly součástí Slovenska. Rovněž byla plánována i spojka na protektorátní dálnici z Prahy. Nic z těchto plánů se však neprovedlo.

## Obnovení a následný útlum výstavby (1945–1950)

Zamýšlená síť dálnic po druhé světové válce

Po přechodu fronty přes území obnovené Československé republiky je infrastruktura v katastrofálním stavu. Boje mezi německými a sovětskými armádami měly za následek množství zničených komunikací a mostů. Mnohé obce byly prakticky odříznuty od světa. V Čechách a na Moravě zůstává po Němcích rozestavěných 188 kilometrů dálnic. Na dálnici Praha – Brno – slovenská hranice je to 77 km, na extrateritoriální dálnici A88 83 km a rovněž bylo rozestavěných 28 km na takzvaných sudetských dálnicích A48, A69 a A70.
Mezitím se rozběhly velké opravné práce na zničené infrastruktuře státu. V létě roku 1945 začaly nutné udržovací práce na rozestavěných dálnicích v Čechách. Republika už však nemá zájem pokračovat ve stavbě německých dálnic v Sudetech a extrateritoriální dálnice. V plánech zůstala dálnice napříč českými zeměmi, přibyla trasa protínající Čechy v západo-východním směru i cesta z Prahy do Českých Budějovic a počítalo se i s tzv. Jihlavskou spojkou do Rakouska. Na Slovensku byla plánována trasa dálnice podobná dnešní dálnici D1 a také spojka na českou dálnici, jejíž trasa připomíná trasu současné rychlostní silnice R6. 29. června 1945 se ČSR vzdala Podkarpatské Rusi ve prospěch SSSR, takže československá dálnice musela být ukončena při nové hranici nedaleko Užhorodu.
Automobilismus v zemi výrazně upadl a už ani zdaleka nedosahuje hodnoty před válkou. Proto se plánované dálnice zdají být zbytečným luxusem. 1. října 1945 vydal prezident Edvard Beneš dekret číslo 88, kterým mimo jiné nařídil dostavbu dálnice na úseku Praha – Brno – hranice Slovenska. Na poradách o výstavbě však panovaly snahy zakonzervovat stavbu, ale nakonec dochází pouze ke změnám velkorysých parametrů, které byly do projektů vneseny Německem ještě za protektorátních dob. Dálnice navzdory různým dohadům nakonec byla zařazena do celostátního programu pro rok 1946 a byly na ni vyčleněny i finanční prostředky. Jde však pouze o udržovací stavební práce v různém rozsahu. Jde zejména o rozestavěné velké mosty, které přebírají firmy, které je stavěly za války.
V létě roku 1946 bylo zrušeno Generální ředitelství stavby dálnic s odůvodněním, že vzniklo v dobách nesvobody a je tedy zbytečné. 8. července 1946 místo něj vznikla Stavební správa dostavby dálnice, která byla podřízena ministerstvu dopravy. Mezitím byla definitivně pohřbena dostavba německých dálnic, ba dokonce se objevily návrhy požadovat od Německa vrácení stavenišť do jejich původního stavu. Tyto požadavky se nepodařilo prosadit a tak proběhla jen likvidace stavenišť, tedy odvoz stavebního materiálu a zařízení a to na náklady ČSR. Na více místech tak zůstávají stát osamocené pilíře mostů, nebo např. na první pohled nelogicky umístěných přemostění uprostřed polí.
V roce 1947 začíná dvouletý plán obnovy hospodářství jehož součástí je i dostavba dálnice na českém území. V roce 1949 měla být spojena Praha a Posázaví. Na mostech probíhaly práce poměrně plynule, ale na ostatních částech pouze v omezeném množství. Začátkem roku 1948 byly předkládány návrhy na plánovaný pětiletý plán, kde se mimo jiné uváděla i nutnost dostavby dálnice, ale už jen na úseku Praha–Humpolec.
Dne 25. února 1948 přichází komunistický převrat. Dálnice je považována za budoucí spojení se Sovětským svazem a tudíž není zpochybňována, ale na její dostavbu mělo negativní vliv znárodňování podniků. Mezitím je dostavba dálnice přeřazena pod Ředitelství vodních cest (RVC), což se na objemu prací nijak neprojevilo. Stále se pokračuje v pracích na mostech, dělá se izolace mostovek a ukládá se na ně betonová vozovka. Dne 29. ledna 1949 bylo RVC zrušeno a dálnice přechází pod Krajské národní výbory. Rozestavěné úseky na Moravě byly postupně opuštěny a utlumují se i práce na ostatních úsecích. Poslední práce byly ukončeny v listopadu 1950 a o měsíc na to bylo zrušeno Ministerstvo techniky, čímž byla dálnice definitivně pohřbena. Dostavěn byl pouze most přes údolí Sedlického potok, který zkolaudovalo KNV Jihlava až v prosinci 1952.
Staveniště postupně zarostla vegetací a celkově bylo začátkem 50. let na území Československa odsouzeno ke zchátrání přibližně 188 km dálnic. Ve všech vyspělých kapitalistických zemích se v té době jejich výstavba rozbíhala a jejich dálniční sítě se z roku na rok zvětšovaly. ČSR se však pod vedením KSČ orientovala na těžký průmysl. V oblasti dopravy to byly zejména nutné opravy silnic a jejich postupné předělávání na bezprašné.

## Obnovení plánování a výstavby během socialismu (1963–1989)

Plánovaná dálniční síť ČSSR doplněna o doplňkové tahy s možností realizace po roce 2000 (1963)

Vyobrazení dopravní značky Dálnice zavedené v roce 1971

Vyobrazení dopravní značky Rychlostní silnice zavedené v roce 1971

Úpadek automobilizmu koncem 40. let, jakož i znárodňování podniků i soustředění stavebních kapacit na masivní industrializaci země způsobily zastavení výstavby dálnic, která se rozběhla za války. Silniční síť však byla rekonstruována a na mnoha místech se budovaly bezprašné vozovky. Mnohé cesty II. a III. třídy byly rozšiřovány a překategorizovány o třídu výš. Prakticky do každé obce se dalo dostat po zpevněné vozovce. Postupný nárůst počtu vozidel způsobil zejména v Čechách přetížení tamní silniční sítě. Znovu se začalo uvažovat o výstavbě dálnic v republice.
Usnesením vlády Československé socialistické republiky č. 286 o koncepci dlouhodobého rozvoje silniční sítě a místních komunikacích z 10. dubna 1963 byla vymezena nová základní dálniční síť státu v celkové délce 1707 km s rozdělením do jednotlivých tahů takto:
| Tah | Trasa                                                                               |
| --- | ----------------------------------------------------------------------------------- |
| D1  | Praha – Jihlava – Brno – Trenčín – Žilina – Prešov – Košice – hranice SSSR (711 km) |
| D2  | Brno – Kúty – Bratislava (117 km)                                                   |
| D5  | Praha – Plzeň – Rozvadov – hranice NSR (146 km)                                     |
| D8  | Praha – Lovosice – Ústí nad Labem – hranice NDR (99 km)                             |
| D11 | Praha – Hradec Králové – hranice PLR (137 km)                                       |
| D35 | Hradec Králové – Svitavy – Lipník nad Bečvou (180 km)                               |
| D43 | Svitavy – Brno (72 km)                                                              |
| D47 | Brno – Přerov – Ostrava – hranice PLR (141 km)                                      |
| D61 | Bratislava – Piešťany – Trenčín (104 km)                                            |

Tato síť měla být kompletně zrealizována do konce 90. let. Rovněž se počítalo s dalšími tahy převážně na Slovensku, jejichž realizace se plánovala až kolem roku 2000.
| Tah | Trasa                                       |
| --- | ------------------------------------------- |
| D3  | Praha – České Budějovice – hranice Rakouska |
| D18 | Žilina – Český Těšín – hranice PLR          |
| D52 | Brno – hranice Rakouska                     |
| D65 | Bratislava–Rožňava–Košice                   |
| D66 | Martin – Zvolen – Šahy – hranice MLR        |
| D68 | Košice – hranice MLR                        |
| D73 | Prešov – hranice PLR                        |

Kromě dálniční sítě byla do legislativy uvedena i rychlostní silnice (resp. cesta pro motorová vozidla), jako levnější obdoba dálnice. Kromě stanovení dálniční sítě byly vybrány úseky silnic I. třídy určené pro urychlenou modernizaci. Ty se často přestavovaly na rychlostní silnice.

### 60. léta
18. dubna 1966 bylo definitivně přijato rozhodnutí o obnovení stavby dálnic v Československu. První stavební práce se uskutečnily na tahu D1 na úseku Praha–Mirošovice dne 8. září 1967. O necelé dva roky později, 1. dubna 1969 se začalo stavět i u Brna a o několik dní později historicky poprvé i na území dnešního Slovenska, u Bratislavy. Šlo o dálnici D2 Brno–Bratislava, konkrétně o úsek Bratislava–Malacky.
V Košicích se v 60. letech stavěl obrovský ocelářský podnik Východoslovenské železárny. Tato investice vyvolala výstavbu mnohých sídlišť, ale i rozšíření silnice I/50 na úseku Košice–Šaca v délce 10,100 km. Byla vybudována panelová cesta se směrově rozdělenými jízdními pásy. Dnes je i přes existenci dvou úrovňových přejezdů označena jako rychlostní silnice.

### 70. léta

Projekt Liptovské Mary zahrnující i výstavbu dálnice D1

Dálniční síť ČSSR (80. léta)

V roce 1970 již bylo rozestavěných 8 úseků v celkové délce 112 kilometrů. Dne 17. června 1971 bylo Vyhláškou federálního ministerstva vnitra v Československu zavedeny dopravní značky Dálnice, Konec dálnice, Rychlostní silnice, Konec rychlostní silnice a další informativní dopravní značky související s dopravním značením na dálnici a rychlostní silnici. Důvodem bylo plánované otevření prvního úseku dálnice v ČSSR Praha–Mirošovice. Vyhláška vstoupila v platnost 1. července a první úsek byl otevřen 12. července.
V lednu 1972 za začal stavět i tah D61 na úseku Bratislava–Senec, který je dnes součástí slovenské D1. Předán byl 12. prosince 1975. Ale prvním předaným úsekem dálnice na Slovensku byl úsek D2 Bratislava–Malacky, který zprůjezdnili 7. listopadu 1973 po více než čtyřech letech výstavby. V té době na Liptově finišovala výstavba vodní nádrže Liptovská Mara. Současně s ní se stavěly i dva úseky dálnice D1, které byly původně plánovány jako přeložka silnice I/18. V době projektování vodního díla však ještě neexistovaly oficiální plány na výstavbu dálnic. I/18 byla vyřešena trasováním přes obec Ľubeľa.
V 70. letech se na území Slovenska odevzdalo do provozu celkem 115,369 kilometru dálnic. Podrobnější rozpis nabízí následující tabulka:
| Tah                | Úsek                              | Délka     | Začátek výstavby | Uvedení do užívání |
| ------------------ | --------------------------------- | --------- | ---------------- | ------------------ |
| D2                 | Malacky–Bratislava                | 29,336 km | 22. 4. 1969      | 7. 11. 1973        |
| D61                | Bratislava–Senec                  | 16,800 km | 1/1972           | 12. 12. 1975       |
| D1                 | Liptovský Mikuláš – Liptovský Ján | 7,130 km  | 3/1972           | 9. 12. 1976        |
| D1                 | Ivachnová – Liptovský Mikuláš     | 14,332 km | 1/1973           | 12/1977            |
| D2                 | Kúty–Malacky                      | 24,175 km | 5/1973           | 1. 8. 1978         |
| D61                | Senec–Trnava                      | 19,107 km | 1/1975           | 11/1978            |
| D2                 | Hranice ČSR / SSR–Kúty            | 4,489 km  | 5/1976           | 8/1978             |
| Celkem: 115,369 km |                                   |           |                  |                    |

Výstavba dálnic v Československu však neprobíhala podle stanoveného harmonogramu. Už koncem 70. let bylo jasné, že splnit plán dostavby celé základní sítě dálníčních tahů se do roku 1990 nepodaří. Tahy obsažené v takzvané doplňkové síti, jejíž realizace byla naplánována okolo roku 2000 byly přeřazeny mezi rychlostní silnice. Ty se v té době považovují jen za rozšířené Silnice I. třídy, takže žádné speciální označení kromě příslušné dopravní značky nenesly. Takto byly rozšířeny následující silnice:
| Tah               | Úsek                       | Délka     | Začátek výstavby | Uvedení do provozu |
| ----------------- | -------------------------- | --------- | ---------------- | ------------------ |
| I/51              | Báb–Nitra                  | 18,600 km | 1976             | 1980               |
| I/66              | Kováčová – Banská Bystrica | 18,200 km | 1976             | 1980               |
| Celkem: 36,800 km |                            |           |                  |                    |

Oba tyto úseky jsou nyní součástí rychlostní silnice R1.

### 80. léta

rozestavěnost dálnic v ČSSR v roce 1989

Na začátku 80. let bylo na Slovensku rozestavěných 33,953 km dálnic. Stavba těchto úseků začala ještě v předešlé dekádě a většina z nich byla před dokončením. Stavělo se pokračování D61 od Sence k Hlohovci a Piešťanům, také pokračování dálnice D1 na Liptově, ale začala se stavět i spojnice východoslovenských metropolí Košice a Prešov. V Bratislavě se začal budovat Přístavní most, který vyžadoval investici za více než miliardu tehdejších československých korun a Most Lafranconi. Ekonomika státu na sklonku této dekády nebyla v nejlepší kondici, proto se výstavba omezovala na kratší a technicky méně složité úseky. Dokonce úsek D1 Liptovský Hrádok–Hybe se začal budovat jen v polovičním profilu. V době vypuknutí Sametové revoluce v roce 1989 byl ve výstavbě jen zmíněný poloprofilový úsek na Liptově a dokončoval se ještě Most Lafranconi na dálnici D2. Projekčně se stihl ještě připravit obchvat Trenčína na úseku Chocholná–Skala–Nemšová. Došlo i ke kosmetické úpravě dálniční sítě. Vládním usnesením z roku 1987 byla dálnice D61 doplněna o úsek Bratislava – státní hranice s Rakouskem s délkou 2,5 km, který je dnes součástí dálnice D4.
| Tah                                            | Úsek                                       | Délka     | Začátek výstavby | Uvedení do provozu |
| ---------------------------------------------- | ------------------------------------------ | --------- | ---------------- | ------------------ |
| D61                                            | Trnava–Hlohovec                            | 18,463 km | 4/1978           | 9/1982             |
| D1                                             | Prešov–Ličartovce                          | 8,640 km  | 4/1977           | 11/1982            |
| D1                                             | Liptovský Ján – Liptovský Hrádok           | 5,510 km  | 4/1975           | 12/1983            |
| D61                                            | Prístavný most – Mierová                   | 3,500 km  | 4/1978           | 12/1983            |
| D61                                            | Hlohovec–Piešťany                          | 15,130 km | 6/1980           | 7/1985             |
| D1                                             | Liptovský Hrádok – Hybe (polovičný profil) | 7,000 km  | 4/1983           | 6/1986             |
| D1                                             | Ličartovce–Budimír                         | 10,500 km | 4/1983           | 4/1988             |
| D61                                            | Piešťany – Horná Streda                    | 8,325 km  | 9/1984           | 6/1988             |
| Celkem: 67,908 km + poloviční profil: 7,000 km |                                            |           |                  |                    |

Kromě toho se stále pokračovalo v rozšiřování silnic I. třídy na čtyřproudé se směrovým rozdělením.
| Tah                                             | Úsek                                  | Délka     | Začátek výstavby | Uvedení do provozu |
| ----------------------------------------------- | ------------------------------------- | --------- | ---------------- | ------------------ |
| I/51                                            | Sereď, obchvat (poloviční profil)     | 6,800 km  | 1983             | 1987               |
| I/50                                            | Nováky–Prievidza                      | 8,500 km  | 1984             | 1987               |
| I/50                                            | Šášovské Podhradie – Budča – (Zvolen) | 17,200 km | 1982             | 1986               |
| Celkem: 25,700 km + poloviční profil: 23,200 km |                                       |           |                  |                    |

Úseky I/51 Sereď, obchvat a I/50 Šášovské Podhradie – Budča jsou dnes součástí rychlostní silnice R1. Silnice mezi Nováky a Prievidzou je i v současnosti kategorizována jako silnice I. třídy, protože na výjezdech chybí připojovací pruhy a jiné bezpečnostní prvky. V budoucnu však dojde k jeho úpravě a bude přeřazen k R2. Výstavba úseku Trnava–Báb souvisela s výstavbou Vodního díla Kráľová, ale v první etapě se vybudoval jen v polovičním profilu. Dobudován byl až v roce 2000.
Na sklonku socialismu se tedy na území Slovenska nacházelo 182,557 km dálnic v plném profilu a 7 km v polovičním. Co se týče rozšířených silnic I. třídy, těch bylo vybudováno 62,500 km, k tomu je třeba připočíst vybudovaný poloprofilový obchvat Seredě v délce 6,800 km s rezervou na druhý jízdní pás a rozšířenou silnici v Košicích v délce 10,100 km. Dohromady tak bylo postaveno 255,157 km čtyřproudých silnic, nepočítaje čtyřproudé průtahy v mnoha městech, výpadové komunikace či ostatní víceproudé bez mimoúrovňových křížení.

## Po roce 1989

Graf zobrazující výstavbu dálnic a rychlostních silnic na území Slovenska

Po svržení komunistické diktatury se začala ekonomika a hospodářství státu přetvářet z centrálně řízené na tržní. S tím byly spojeny i restituce a privatizace. Začal se objevovat do té doby nevídaný problém s vykupováním pozemků pod budoucími úseky dálnice. Dalším nevídaným krokem bylo zpoplatnění dálnic na Slovensku od roku 1998. Rovněž byla zavedena povinnost provést studii dopadů stavby na životní prostředí (takzvaná EIA studie).

### 1990–1998

Dálniční síť Slovenské republiky z roku 1995

Dálniční síť Slovenské republiky z roku 1998

Mapa dostavěných úseků v roce 1998

První postsocialistické roky byly spojeny s nedostatkem financí na výstavbu i problémy s vypořádáním pozemků a ekologickými otázkami. Výstavbě také neprospělo ani její politizace. V roce 1990 se dokončil plný profil úseku D1 Liptovský Hrádok – Hybe a o rok později se ještě podařilo rozestavět část obchvatu Trenčína (Chocholná–Skala), který měl připravené podklady ještě z komunistické éry.
Dálniční síť se v zásadě ani po rozpadu federace nezměnila, dálniční tahy zůstaly v nezměněné podobě, jen se do ní znovu zahrnula dříve plánovaná dálnice D18, která však již nesměřovala na Český Těšín, ale na Skalité. Rovněž zůstalo nezměněno staničení a číslování silnic. Dálnice D1 u Trenčína, ačkoliv byla ve skutečnosti na přibližně 20. kilometru, měla staničení s hodnotami kolem 340. kilometru.
Časem došlo ke konsolidaci i v oblasti výstavby dálnic a postupně se v roce 1994 začala stavět i druhá část trenčínského obchvatu (Skala–Nemšová) a v roce 1996 i chybějící úseky mezi Horní Stredou a Trenčínem, úsek Nemšová–Ladce, Hybe–Važec a Jarovce – hranice s Rakouskem. Za vlády Vladimíra Mečiara se stala známými slavnostní otevření některých (někdy i poloprofilových) úseků za účasti zahraničních osobností (herečky Claudie Shifferové nebo herce Gérarda Depardieu) těsně před parlamentními volbami. Do konce jeho vládnutí se na Slovensku postavilo 31,890 kilometrů dálnic v plném profilu a otevřelo se i 39,302 km dálnic v polovičním profilu.
| Tah                                             | Úsek                                                                         | Délka                               | Začátek výstavby | Uvedení do provozu |
| ----------------------------------------------- | ---------------------------------------------------------------------------- | ----------------------------------- | ---------------- | ------------------ |
| D61                                             | Chocholná–Skala                                                              | 10,300 km                           | 9/1991           | 1997               |
| D1                                              | Skala–Nemšová                                                                | 6,700 km                            | 1994             | 1998               |
| D2/D61                                          | Bratislava – hranice s Maďarskem/Rakouskem (Jarovce – Kittsee v poloprofilu) | 14,890 km (+2,766 km)               | 1996             | 13.2.1998          |
| D61                                             | Horná Streda – Nové Mesto nad Váhom (poloviční profil)                       | 14,008                              | 1996             | 10. 9. 1998        |
| D61                                             | Nové Mesto nad Váhom – Chocholná (poloviční profil)                          | 15,268 km                           | 1996             | 1. 8. 1998         |
| D1                                              | Hybe–Važec (poloviční profil)                                                | 10,463 km (zprovozněno jen 7,260 km | 1996             | 9/1998             |
| Celkem: 31,890 km + poloviční profil: 39,302 km |                                                                              |                                     |                  |                    |

### 1998–2006
Po rozpadu Československa již číslování dálnic na území Slovenska nemělo smysl, proto bylo v březnu 1999 Usnesením vlády Slovenské republiky ke koncepci rozvoje dálniční infrastruktury schváleno nové číslování dálnic, a také bylo rozhodnuto, že slovenská dálnice D1 se bude skládat z plánovaných dálnic D1 a D61. Rovněž byl od dálnice vyjmut úsek na rakouské hranice (součást dálnice D4).